# Amie Bojang-Sissoho
Amie Bojang-Sissoho (geb. in Gunjur)  ist eine gambische Frauenrechtsaktivistin und Politikerin.

## Familie
Sie ist die Tochter des Imams Hatab Bojang (1937–1984). Ihr Vater war mit Ya Khan Jobe und einer weiteren Frau verheiratet und hinterließ zum Zeitpunkt seines Todes drei Söhne und vier Töchter. Ihre Großeltern väterlicherseits waren Pa Sano Bojang und Mariama Cham (Mba-binki Cham).

## Leben
Bojang-Sissoho schloss ein Studium der Medien- und Kulturwissenschaften an der University of Southampton in Großbritannien mit einem Bachelor ab.
Sie arbeitete lange Zeit für Gambia Radio & Television Service (GRTS).
Sie engagiert sich in der Frauenrechtsorganisation GAMCOTRAP (Gambia Committee on Traditional Practices Affecting the Health of Women and Children), die sich unter anderem gegen weibliche Genitalverstümmelung einsetzt und übernimmt dort Programmkoordination und Öffentlichkeitsarbeit. Nach eigenen Aussagen stößt dieses Engagement in ihrer traditionellen, religiösen Familie auf starke Ablehnung, da beispielsweise ihre Großmutter ebenfalls Genitalverstümmelungen vornahm. Bei ihr selbst wurde der Eingriff mit schweren Folgen im Alter von zehn Jahren vorgenommen.
Gemeinsam mit Isatou Touray, die ebenfalls für GAMCOTRAP tätig ist, wurde sie wegen des Vorwurfs der Vorwurf der Veruntreuung von 30.000 Euro am 11. Oktober 2010 festgenommen und im Mile 2-Gefängnis inhaftiert. Die Regierung war bereits zuvor massiv gegen GAMCOTRAP vorgegangen. Im Prozess, der bis November 2012 andauerte, wurden sie von Amie Bensouda verteidigt.
Sie unterstützte Isatou Touray als Wahlkampfmanagerin im Vorfeld der Präsidentschaftswahl in Gambia 2016, bis diese ihre Kandidatur zugunsten Adama Barrows zurückzog. Nach der gewonnenen Wahl ernannte Barrow sie im Februar 2017 zur Direktorin für Presse und Öffentlichkeitsarbeit (Director of Press and Public Relations) der Regierung. Sie ist die erste Frau in Gambia, die dieses Amt ausübt.